# Prapremiera
Prapremiera − określenie odnoszące się do pierwszego pokazu filmowego, przedstawienia teatralnego bądź operowego lub wykonania innego utworu muzycznego po raz pierwszy w historii. Prapremiera danego dzieła jest tylko jedna.
Prapremierą czasem określa się w teatrze także próbę generalną − czyli ostatnią próbę przed premierą danej inscenizacji. Jest ona z reguły (choć nie zawsze) otwarta dla wszystkich zainteresowanych − często nieodpłatnie, w przeciwieństwie do zwykłych przedstawień.
Przedpremiera (częściej w formie pokaz przedpremierowy) − zazwyczaj pokazy przedpremierowe nie są dostępne dla szerokiej publiczności − są one najczęściej przygotowywane dla krytyków filmowych bądź teatralnych oraz dziennikarzy, którzy mogą na podstawie tego pokazu napisać recenzję jeszcze przed oficjalną premierą danego filmu.